# Points de basculement dans le système climatique
Pour les articles homonymes, voir Point de basculement.

Carte des points de basculement traduite du PIK et basée sur Armstrong McKay et al., Science (2022).N.B. : Le pergélisol n'est actuellement pas reconnu par l'ensemble de la communauté scientifique comme étant un point de basculement.

Éléments de basculement possibles dans le système climatique.

Un point de basculement est un seuil qui, lorsqu'il est franchi, entraîne de grands changements, souvent irréversibles (point de non-retour), qui modifient qualitativement l'état ou l'évolution d'un système. De potentiels points de basculement ont été identifiés dans le système climatique physique ainsi que dans les écosystèmes en interaction. Par exemple, les rétroactions du cycle du carbone sont un facteur de transition entre les périodes glaciaires et interglaciaires, le forçage orbital en constituant le déclencheur initial. L'enregistrement de la température géologique de la Terre montre de nombreux autres exemples de transitions rapides (au sens géologique) entre différents états climatiques.
Les points de basculement climatiques sont particulièrement intéressants pour l'étude du changement climatique à l'ère moderne. Un point de basculement possible a été par exemple identifié pour la température de surface moyenne globale en étudiant le comportement passé du système climatique de la Terre et ses rétroactions positives. Les rétroactions avec le cycle du carbone et la réflectivité planétaire pourraient déclencher une série de points de basculement en cascade.
Il existe des éléments de basculement à grande échelle comme les calottes glaciaires du Groenland et de l'Antarctique dont la fonte pourrait entraîner une élévation du niveau de la mer de plusieurs dizaines de mètres. Ces points de basculement ne sont pas toujours brutaux. Par exemple, à un certain niveau de température, la fonte d’une grande partie de la calotte glaciaire du Groenland et/ou de la calotte glaciaire de l’Antarctique occidental deviendra inévitable mais la couche de glace elle-même peut persister pendant plusieurs siècles. Certains éléments, tels que l'effondrement des écosystèmes, sont irréversibles.

## Définition
Le sixième rapport d'évaluation du Groupe d'experts intergouvernemental sur l'évolution du climat (GIEC), publié en 2021, définit un point de basculement comme un « seuil critique au-delà duquel un système se réorganise, souvent de manière abrupte et/ou irréversible ». Il peut être provoqué par une petite perturbation entraînant un changement disproportionné dans le système. Les points de basculement peuvent également être définis comme en association avec des rétroactions auto-renforcées qui pourraient entraîner des changements irréversibles à l'échelle de temps humaine dans le système climatique. Pour toute composante climatique particulière, le passage d'un état à un nouvel état stable peut prendre plusieurs décennies ou siècles. Dans les écosystèmes et dans les systèmes sociaux, un point de basculement peut déclencher un « changement de régime » : une réorganisation majeure des systèmes vers un nouvel état stable.
Le rapport spécial du GIEC sur l'océan et la cryosphère dans le contexte du changement climatique de 2019 définit un point de basculement comme « un niveau de changement dans les propriétés du système au-delà duquel un système se réorganise, souvent de manière non linéaire, et ne revient pas à l'état initial même si les moteurs du changement sont atténués. Pour le système climatique, le terme désigne un seuil critique à partir duquel le climat mondial ou régional passe d'un état stable à un autre état stable ».

## Archives géologiques
Des archives géologiques montrent qu'il y a eu des changements abrupts dans le système climatique qui indiquent d'anciens points de basculement. Par exemple, les évènements de Dansgaard-Oeschger au cours de la dernière période glaciaire sont des périodes de réchauffement brusque (en quelques décennies) au Groenland et en Europe, qui peuvent avoir impliqué des changements brusques dans les principaux courants océaniques. Au cours de la déglaciation, au début de l'Holocène, l'élévation du niveau de la mer n'a pas été régulière, mais s'est produite de manière abrupte lors des poussées d'eau de fonte. La mousson en Afrique du Nord a connu des changements abrupts sur des échelles de temps décennales pendant la période humide africaine, il y a 15 000 à 5 000 ans, et qui s'est également terminée brusquement par un état plus sec.

## Éléments de basculement
Les scientifiques ont identifié de nombreux éléments du système climatique susceptibles de présenter des points de basculement,. Au début des années 2000, le GIEC commence à envisager la possibilité de points de basculement. À cette époque, le GIEC conclut qu'ils ne seraient probables qu'en cas de réchauffement planétaire de 4 °C ou plus par rapport à l'époque préindustrielle. En 2021, les points de basculement sont considérés comme ayant une probabilité significative au niveau de réchauffement actuel d'un peu plus de 1 °C, avec une forte probabilité au-dessus de 2 °C. Il est possible que certains points de basculement soient sur le point d'être franchis ou l'aient déjà été, comme ceux des calottes glaciaires de l'Antarctique occidental et du Groenland, des récifs coralliens d'eau chaude et de la forêt amazonienne,. Parmi ceux-ci, un élément climatique régional et trois éléments climatiques fondamentaux sont estimés comme susceptibles de franchir un point de basculement si le réchauffement planétaire atteint 1,5 °C, à savoir l'effondrement de la calotte glaciaire du Groenland, l'effondrement de la calotte glaciaire de l'Antarctique occidental, la disparition des récifs coralliens tropicaux et le dégel brutal du pergélisol boréal. Deux autres points de basculement sont considérés comme probables si le réchauffement continue à approcher les 2 °C : la perte brutale de la glace de la mer de Barents et l'effondrement du gyre subpolaire de la mer du Labrador,,.
| Élément de basculement climatique (et point de basculement)                               | Seuil ( °C) | Seuil ( °C) | Seuil ( °C) | Délai (années) | Délai (années) | Délai (années) | Impact maximal ( °C)      | Impact maximal ( °C) | Impact maximal ( °C) |
| Élément de basculement climatique (et point de basculement)                               | Estimé      | Minimum     | Maximum     | Estimé         | Minimum        | Maximum        | Global                    | Régional             |                      |
| ----------------------------------------------------------------------------------------- | ----------- | ----------- | ----------- | -------------- | -------------- | -------------- | ------------------------- | -------------------- | -------------------- |
| Calotte glaciaire du Groenland (effondrement)                                             | 1,5         | 0,8         | 3,0         | 10 000         | 1 000          | 15 000         | 0,13                      | 0,5 to 3,0           |                      |
| Calotte glaciaire de l'Antarctique occidental (effondrement)                              | 1,5         | 1,0         | 3,0         | 2 000          | 500            | 13 000         | 0,05                      | 1,0                  |                      |
| Convection des mers du Labrador et d'Irminger/du gyre océanique subpolaire (effondrement) | 1,8         | 1,1         | 3,8         | 10             | 5              | 50             | -0,5                      | -3,0                 |                      |
| Bassins sous-glaciaires de l'Antarctique oriental (effondrement)                          | 3,0         | 2,0         | 6,0         | 2 000          | 500            | 10 000         | 0,05                      | ?                    |                      |
| Forêt amazonienne (dépérissement)                                                         | 3,5         | 2,0         | 6,0         | 100            | 50             | 200            | 0,1 (partiel) 0,2 (total) | 0,4 à 2,0            |                      |
| Pergélisol boréal (effondrement)                                                          | 4,0         | 3,0         | 6,0         | 50             | 10             | 300            | 0,2 - 0,4                 | ~                    |                      |
| Circulation méridienne de retournement de l'Atlantique (effondrement)                     | 4           | 1,4         | 8           | 50             | 15             | 300            | -0,5                      | -4 à -10             |                      |
| Glace de mer de l'hiver arctique (effondrement)                                           | 6,3         | 4,5         | 8,7         | 20             | 10             | 100            | 0,6                       | 0,6 à 1,2            |                      |
| Calotte glaciaire de l'Antarctique oriental (effondrement)                                | 7,5         | 5,0         | 10,0        | ?              | 10 000         | ?              | 0,6                       | 2,0                  |                      |

1. ↑  La référence fournit également la même estimation en termes d'émissions équivalentes : le dépérissement partiel équivaudrait aux émissions de 30 milliards de tonnes de carbone, tandis que le dépérissement total équivaudrait à 75 milliards de tonnes de carbone.
2. ↑  La référence fournit également la même estimation en termes d'émissions : entre 125 et 250 milliards de tonnes de carbone et entre 175 et 350 milliards de tonnes d'équivalent carbone.

| Élément de basculement climatique (et point de basculement) | Seuil ( °C) | Seuil ( °C) | Seuil ( °C) | Délai (années) | Délai (années) | Délai (années) | Impact maximal ( °C)                    | Impact maximal ( °C) | Impact maximal ( °C) |
| Élément de basculement climatique (et point de basculement) | Estimé      | Minimum     | Maximum     | Estimé         | Minimum        | Maximum        | Global                                  | Régional             |                      |
| ----------------------------------------------------------- | ----------- | ----------- | ----------- | -------------- | -------------- | -------------- | --------------------------------------- | -------------------- | -------------------- |
| Récifs coralliens des basses latitudes (disparition)        | 1,5         | 1,0         | 2,0         | 10             | ~              | ~              | ~                                       | ~                    |                      |
| Pergélisol boréal (dégel brusque)                           | 1,5         | 1,0         | 2,3         | 200            | 100            | 300            | 0,04 par °C en 2100 0,11 par °C en 2300 | ~                    |                      |
| Glace de la mer de Barents (perte brutale)                  | 1,6         | 1,5         | 1,7         | 25             | ?              | ?              | ~                                       | +                    |                      |
| Glaciers de montagne (perte)                                | 2,0         | 1,5         | 3,0         | 200            | 50             | 2 000          | 0,08                                    | +                    |                      |
| Sahel et mousson ouest-africaine (verdissement)             | 2,8         | 2           | 3,5         | 50             | 10             | 500            | ~                                       | +                    |                      |
| Forêt boréale (extinction méridionale)                      | 4,0         | 1,5         | 5,0         | 100            | 50             | ?              | net -0,18                               | -0,5 à -2            |                      |
| Forêt boréale (expansion vers le nord)                      | 4,0         | 1,5         | 7,2         | 100            | 40             | ?              | net +0,14                               | 0,5-1,0              |                      |

1. ↑  La référence précise que cela représente une augmentation de 50 % du dégel progressif du pergélisol : il fournit également la même estimation en termes d'émissions pour chaque degré de réchauffement : 10 milliards de tonnes de carbone et 14 milliards de tonnes d'équivalent carbone d'ici 2100, et 25/35 milliards de tonnes de carbone/équivalent carbone d'ici 2300.
2. ↑  La disparition de ces forêts équivaudrait à l'émission de 52 milliards de tonnes de carbone, mais cette perte serait plus que compensée par l'augmentation de l'effet albédo de la zone, qui réfléchirait davantage de lumière solaire.
3. ↑  Une croissance forestière supplémentaire ici absorberait environ 6 milliards de tonnes de carbone, mais comme cette zone reçoit beaucoup de lumière solaire, cela est très mineur par rapport à la réduction de l'albédo, car cette végétation absorbe plus de chaleur que le sol enneigé dans lequel elle se déplace.

### Éléments de basculement à grande échelle
Un changement de température régulier ou brutal peut déclencher des points de basculement à l'échelle mondiale.
Deux éléments de basculement globaux concernant la cryosphère, il s’agit de la fonte irréversible des calottes glaciaires du Groenland et de l’Antarctique. Au Groenland, un cycle de rétroaction positif existe entre la fonte et l'altitude de la surface. À basse altitude, les températures sont plus élevées, ce qui entraîne une fonte supplémentaire. Cette boucle de rétroaction pourrait devenir assez forte pour entraîner une fonte irréversible. L’instabilité de la banquise pourrait déclencher un point de basculement dans l’Antarctique occidental. Dans les deux cas, cela entraînerait l'accélération de la montée du niveau des océans.
Lorsque de l'eau douce est libérée à la suite de la fonte du Groenland, un seuil de perturbation de la circulation thermohaline peut être franchi. Celle-ci transporte de la chaleur vers le nord au sein de l’Atlantique et a un rôle important dans la régulation de la température. Les risques d'un arrêt complet de la circulation thermohaline atlantique sont faibles à modérés au regard des niveaux de réchauffement envisagés par l'accord de Paris.
Un autre exemple d’élément de basculement à grande échelle est l’évolution du phénomène El Niño – Oscillation australe. Après avoir franchi un point de basculement, la phase chaude (El Niño) commencerait à se produire plus souvent. Enfin, l'océan Austral, qui absorbe actuellement beaucoup de carbone, pourrait cesser de le faire.

### Éléments de basculement régionaux
Le changement climatique peut également déclencher des points de basculement régionaux. Par exemple la disparition de la banquise arctique,, l’établissement d’espèces ligneuses dans la toundra, la perte du pergélisol, l’effondrement de la mousson d’Asie du Sud et le renforcement de la mousson d'Afrique de l'Ouest qui conduiraient au verdissement du Sahara et du Sahel. La déforestation peut déclencher un point de basculement dans les forêts humides (par exemple, la transformation de la forêt amazonienne en savane). En effet, les forêts tropicales réévaporent une grande partie des précipitations, ce qui humidifie l'atmosphère. Lorsqu'une partie de la forêt est détruite, des sécheresses locales peuvent menacer le reste de la forêt. Enfin, les forêts boréales sont également considérées comme un élément de basculement. Le réchauffement local peut provoquer la mort des arbres à un taux plus élevé qu'auparavant, proportionnellement à la hausse de la température. À mesure que davantage d'arbres meurent, les forêts deviennent plus ouvertes, ce qui entraîne un réchauffement supplémentaire et rend les forêts plus vulnérables aux incendies. Le point de basculement est difficile à prévoir, mais il est estimé entre 3 °C et 4 °C de hausse de la température globale.

## Points de basculement pour la température globale
De nombreuses rétroactions positives et négatives aux températures globales et au cycle du carbone ont été identifiées. Le GIEC signale que les rétroactions provoquées par la hausse des températures sont positives pour le reste de ce siècle, l’effet de la couverture nuageuse est celui qui a la plus grande incertitude. Les modèles du cycle du carbone du GIEC montrent une absorption plus élevée de carbone dans les océans, mais l'assimilation de carbone par les terres est incertaine en raison de l'effet combiné du changement climatique et des changements d'utilisation des terres.
L’enregistrement géologique de la température et de la concentration de gaz à effet de serre permet aux climatologues de rassembler des informations sur les rétroactions climatiques qui ont conduit à différents états climatiques, tels que le Quaternaire supérieur (il y a 1,2 million d’années), le Pliocène (il y a cinq millions d’années) et le Crétacé (il y a cent millions d'années). En combinant ces informations avec la compréhension du changement climatique actuel, un groupe de chercheurs conclut en 2018 qu'un réchauffement de 2 °C pourrait activer des éléments de basculement importants, augmentant encore la température pour activer d'autres éléments de basculement dans un enchaînement en cascade qui pourrait encore augmenter la température terrestre et créer une planète étuve. Une étude de 2019 affirme que si les gaz à effet de serre atteignent trois fois le niveau actuel de dioxyde de carbone dans l'atmosphère, les stratocumulus pourraient se disperser brutalement, contribuant ainsi à un réchauffement supplémentaire de 8 degrés Celsius.
La vitesse à laquelle les éléments du système climatique peuvent basculer est extrêmement importante pour déterminer leur rôle dans le changement climatique. Les enregistrements géologiques ne permettent pas toujours de savoir si les changements de température passés se sont étendus sur quelques décennies ou plusieurs millénaires. Par exemple, le basculement induit par de la libération de composés de clathrate enfouis dans les fonds marins et le pergélisol marin est maintenant considéré comme un phénomène de long terme et non plus brutal.

### Emballement de l'effet de serre
L'emballement climatique est utilisé dans les cercles astronomiques pour désigner un effet de serre si extrême que les océans bouillonnent et rendent une planète inhabitable, comme ce qui s'est produit sur Vénus de façon irréversible. Le cinquième rapport d'évaluation du GIEC indique que cet emballement n'a pratiquement aucune chance d'être induit par des activités anthropiques. Des conditions semblables à celles de Vénus nécessitent un forçage important qui ne se produira probablement pas sans une augmentation du rayonnement solaire de plusieurs dizaines de pour-cent, ce qui n'arrivera pas avant des milliards d’années.
Si cet emballement est pratiquement impossible sur Terre, le forçage climatique créé par l'homme pourrait amener la Terre à un état de serre humide rendant de grandes parties de la Terre inhabitables si le taux de vapeur d'eau (H2O) augmentait jusqu'à 1 % de la masse totale de l'atmosphère, devenant ainsi un constituant atmosphérique majeur. Si un tel forçage était entièrement dû au CO2, le processus d’altération éliminerait le CO2 atmosphérique en excès bien avant de baisser le niveau des océans.

## Points de basculement en cascade
Franchir un seuil dans une partie du système climatique peut amener un autre élément à basculer dans un nouvel état. Ce sont ce qu'on appelle des points de basculement en cascade. La fonte de la glace en Antarctique occidental et au Groenland modifierait considérablement la circulation océanique. Ce processus pourrait entraîner l'activation d'éléments de basculement dans cette région, tels que la dégradation du pergélisol, la fonte de la banquise arctique et le dépérissement de la forêt boréale. Cela montre que même à des niveaux relativement bas de réchauffement climatique, des éléments de basculement relativement stables peuvent être activés.

## Signaux d'alerte précoce
Pour certains des points de basculement décrits ci-dessus, il peut être possible de détecter si cette partie du système climatique se rapproche d'un point de basculement. Toutes les parties du système climatique sont parfois perturbées par les phénomènes météorologiques. Après la perturbation, le système revient à son équilibre. Par exemple, une tempête peut endommager la banquise qui se reforme après. Si un système se rapproche d'un basculement, la restauration de son état normal peut prendre de plus en plus de temps, ce qui peut être interprété comme un signe avant-coureur du basculement,.

## L'Arctique en mutation, étude 2019 du PNUE

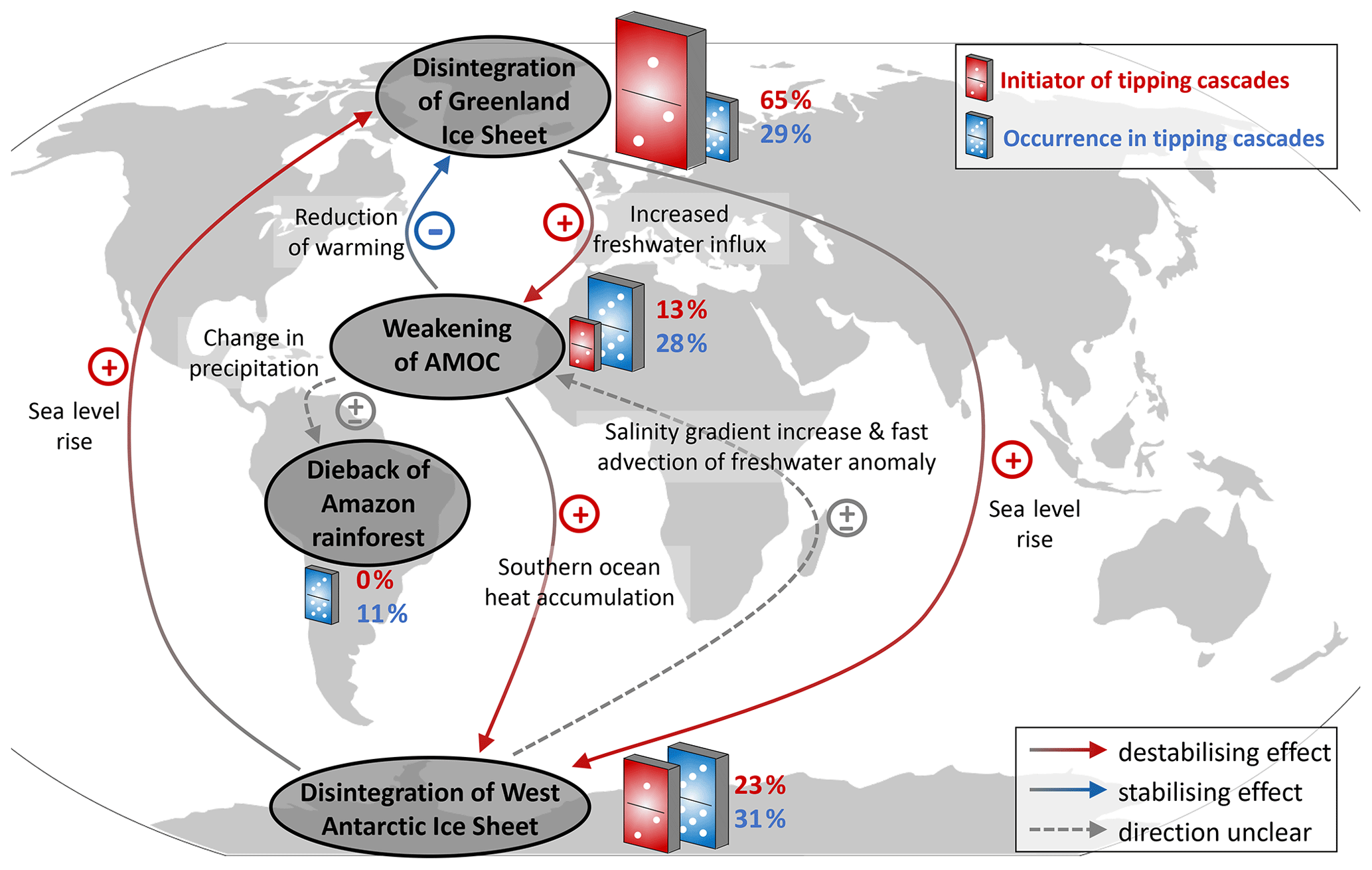
Cascade de points de bascule simulée dans plusieurs expériences de modélisation, avec quatre éléments modélisés : la calotte glaciaire du Groenland, la calotte glaciaire de l’Antarctique occidental, la circulation méridienne de retournement atlantique (AMOC) et la forêt amazonienne.

Une étude réalisée par le PNUE en 2019 indique que le point de basculement a déjà été atteint pour l'Arctique et le Groenland,. En raison de la fonte du pergélisol, le méthane (en plus d'autres polluants climatiques de courte durée) pourrait être libéré dans l'atmosphère plus tôt que prévu. La perte d'un bouclier de glace à albédo positif a lancé une puissante boucle de rétroaction positive conduisant à des températures toujours plus élevées. L’instabilité climatique qui s’accélère dans la région polaire est susceptible d’affecter le climat mondial, et de dépasser les prévisions antérieures,,,,, concernant le point de l’avenir où le basculement mondial aura lieu.

## Effets des points de basculement
Si le climat entre dans un scénario de serre humide, il est à craindre des pénuries alimentaires, des pénuries d'eau et des centaines de millions de personnes déplacées en raison de l’élévation du niveau de la mer, de conditions malsaines et invivables et de tempêtes côtières violentes.
Un emballement à 4 à 5 °C pourrait rendre inhabitables des pans entiers de la planète autour de l’équateur, avec un niveau de la mer jusqu’à 60 m au-dessus d'aujourd'hui. Un réchauffement de 11 à 12 °C mettrait en question la survie des humains par hyperthermie.
Des effets comme ceux-là ont été popularisés dans des ouvrages de fiction comme The Inhabitable Earth.